# Zygmunt Wagner
Zygmunt Wagner (ur. 8 lutego 1886, zm. ?) – kapitan artylerii Wojska Polskiego.

## Życiorys
Urodził się 8 lutego 1886. Po zakończeniu I wojny światowej i odzyskaniu przez Polskę niepodległości został przyjęty do Wojska Polskiego. Brał udział w wojnie polsko-bolszewickiej. Został awansowany do stopnia porucznika artylerii ze starszeństwem z dniem 1 czerwca 1919. W 1923 był przydzielony do 16 pułku artylerii polowej w garnizonie Grudziądz i wówczas jako oficer nadetatowy tej jednostki służył w Oddziale III sztabu Dowództwa Okręgu Korpusu Nr VIII w garnizonie Toruń. Został awansowany do stopnia kapitana artylerii ze starszeństwem z dniem 15 sierpnia 1924. W 1924 jako oficer nadetatowy 7 pułku artylerii ciężkiej w garnizonie Poznań służył w Oddziale Wyszkolenia Dowództwa Okręgu Korpusu Nr VII w tym samym mieście. W 1928, jako emerytowany oficer przeniesiony w stan spoczynku, zamieszkiwał w Poznaniu.

## Ordery i odznaczenia
- Krzyż Kawalerski Orderu Odrodzenia Polski (2 maja 1922)[7][8]
- Krzyż Walecznych